# Rhyparus blantoni
Rhyparus blantoni är en skalbaggsart som beskrevs av Cartwright och Robert E. Woodruff 1969. Rhyparus blantoni ingår i släktet Rhyparus och familjen Aphodiidae. Inga underarter finns listade i Catalogue of Life.